# Capo Peloro

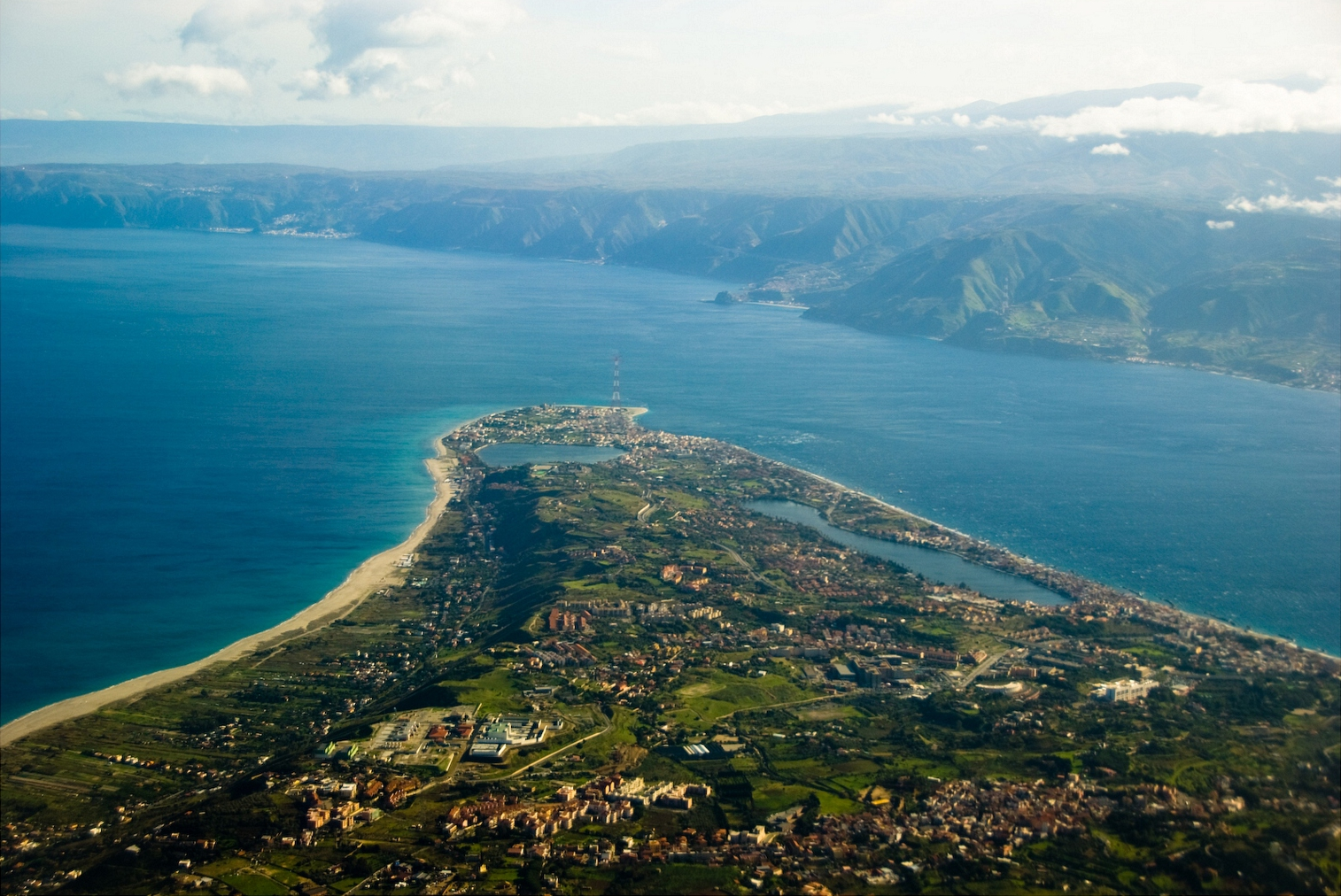
Capo Peloro

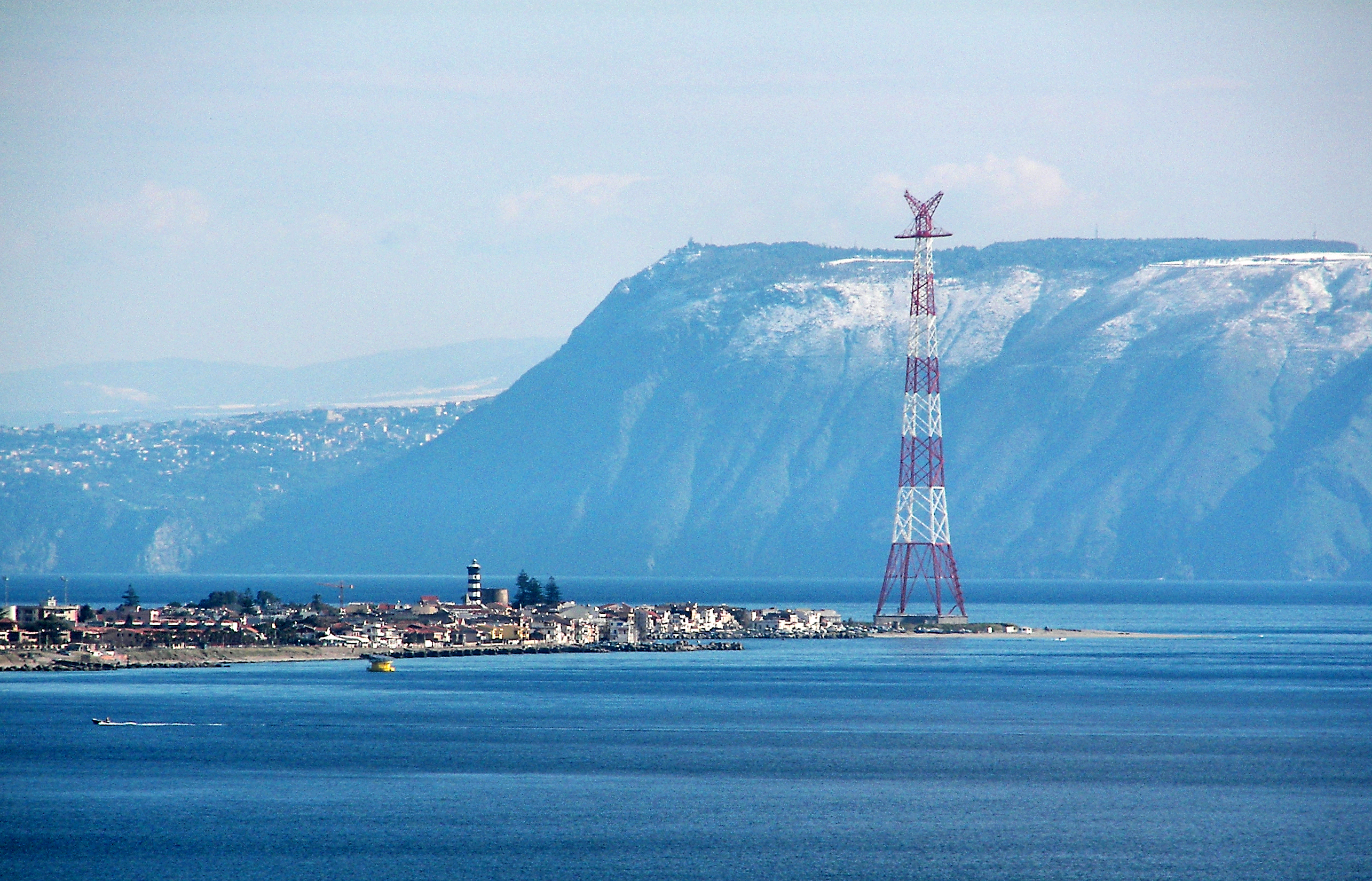
Ortsteil Torre Faro mit Leuchtturm und Strommast

Das Capo Peloro (auch Punta del Faro = Spitze des Leuchtturms genannt) ist ein Kap an der Nordostspitze der Insel Sizilien. Es ist das Ende einer flachen sandigen Landzunge, die die Einfahrt in die Straße von Messina vom Tyrrhenischen Meer aus im Norden begrenzt.
Nahe der Spitze liegt Torre Faro, ein Ortsteil von Messina, mit einem Leuchtturm, von dem der Ort und die alternative Bezeichnung des Kaps ihren Namen haben. In unmittelbarer Nähe des Kaps steht der sizilianische Mast der Stromleitungskreuzung der Straße von Messina. 
Auf der Landzunge befindet sich eine Lagune, die als Riserva naturale orientata Laguna di Capo Peloro unter Naturschutz steht. 
In der Nähe der Landzunge wurde am 11. Mai 1918 der mit italienischen Soldaten besetzte Dampfer Verona von deutschen U-Booten torpediert und versenkt.
Koordinaten: 38° 15′ 56″ N, 15° 39′ 6,4″ O